# Heuberg (Enzkreis)
Der Heuberg (709,1 m ü. NHN) ist ein Berg im Nordschwarzwald. Er befindet sich auf dem Gemeindegebiet von Neuenbürg knapp zwei Kilometer südsüdwestlich vom Neuenbürger Ortsteil Dennach und ist die höchste Erhebung des Enzkreises.

## Lage und Umgebung
Der Heuberg erhebt sich nordwestlich oberhalb des Eyachtales. Die Mündungsstelle der Eyach in die Enz an der Eyachbrücke befindet sich knapp drei Kilometer nordöstlich des Berges. Nach Südosten und Osten, zum Eyach- und Enztal, fällt der Berg steil ab, in alle anderen Richtungen ist das Gefälle deutlich weniger stark. Im Norden gibt es bis zum über 150 Kilometer entfernten Taunus keine Erhebung von vergleichbarer Höhe. Der Gipfelbereich ist vollständig bewaldet.

## Erschließung
Der Gipfelbereich ist durch verschiedene Forstwege erschlossen. Südlich des Berges verläuft die L340 von der Eyachbrücke im Enztal nach Dobel. Nordwestlich des Berges führt die L339 von Dobel nach Dennach, etwa 500 Meter nordwestlich am höchsten Punkt vorbei. Um den Gipfel herum führt ein kleiner Forstweg, der höchste Punkt selbst ist durch keinen Weg erschlossen.
Ungefähr 1,2 km nordöstlich des höchsten Punkts, etwa 500 Meter südlich von Dennach, befindet sich am Waldrand auf einer Höhe von 655 Metern das Aussichtspavillon „Enzkreisspitze“, von dem aus bei guten Bedingungen die Vogesen, der Pfälzer- und der Odenwald sowie der Taunus zu sehen sind.
Der Teilregionalplan Windenergie für die Region Nordschwarzwald aus dem Jahr 2017 weist den Heuberg als ein für Bau und Betrieb von regional bedeutsamen Windenergieanlagen geeignetes Vorranggebiet für die Nutzung der Windenergie aus. Der Neuenbürger Gemeinderat beschloss im Mai 2018 einen Überlastungsschutz erwirken zu wollen, denn der Heuberg grenze an den bestehenden Straubenhardter Windpark an, zudem gäbe es in der Nähe mit dem Eiberg bei Bad Wildbad und dem Hengstberg bei Schömberg weitere geplante Windkraftanlagen in der Nähe.

## Geschichte und Sagen
Es gibt Gerüchte, dass sich sowohl auf dem Heuberg als auch auf der weiter südwestlich liegenden Horntannebene frühgeschichtliche Siedlungen befunden haben. Weiterhin ist im Volksglauben überliefert, dass sich in der ersten Mainacht die Hexen am Heuberg versammeln.
Da die Artussage teilweise auf keltische Märchen, Fabeln und Sagen zurückgeht, stellt Roland Kroell die Frage, ob der Heuberg mit diesen Ursprüngen der Sage in Verbindung gebracht werden könnte. Eine Steinskulptur in der Nähe des Gipfels bezeichnet er als „Artusstein“. Weiterhin fragt er sich, ob einer der quaderförmigen Steine im Gipfelbereich der Schwertstein sein könnte, in dem das Schwert Excalibur steckte.
Nordöstlich des Berges befinden sich beiderseits eines Forstweges einander gegenüberstehende, pfeilerartige Steinmonumente, die als Reste des sogenannten „Schwabentors“ gelten. Diese Bezeichnung stammt aus der Zeit, als Dennach, Feldrennach und Schwann noch badisch waren. Damals trat man auf dem sogenannten Schwabenstich aus dem Markgräflichen und Pfälzischen Gebiet in das württembergische oder schwäbische Land ein. In den 1930er-Jahren wurde das mittelalterliche Tor restauriert. Zwischenzeitlich wurde das Monument offensichtlich erneut umarrangiert und an einen etwa 100 Meter tiefer liegenden Ort verlegt.